# Василенко, Елизавета Вадимовна
Елизаве́та Вади́мовна Василе́нко (укр. Єлизаве́та Вади́мівна Василе́нко; род. 30 июня 1998, Днепр, Украина) — украинская актриса и модель. Ведёт блог на YouTube и в TikTok.

## Биография
Родилась 30 июня 1998 года в городе Днепр. Её родители развелись, когда Лиза была ребёнком. Дальнейшая жизнь Василенко складывалась в компании отчима. В школе Елизавета сталкивалась с травлей.
Первая узнаваемость пришла после того, как Елизавета начала увлекаться косплеем. Она переодевалась в героев мультфильмов и комиксов.
Благодаря популярности в Инстаграме, в 2017 году Лизу без кастинга и кинопроб утвердили на главную роль в украинском сериале «Школа» на роль Лолиты. В 2020 году фильмография актрисы пополнилась детективом «В чёрной, чёрной комнате». В нём Елизавета сыграла роль Марийки.

## Личная жизнь
В мае 2023 года у Василенко начался роман с Алишером Моргенштерном. В августе рэп исполнитель подтвердил факт отношений на своём ютуб-канале.
В 2021 году Василенко была внесена в базу «Миротворца». Её раскритиковали за жизнь и работу в России.
В 2022 году осудила российское военное вторжение в Украину и уехала из России.

## Фильмография
| Год  | Фильм / Сериал          | Роль              |
| ---- | ----------------------- | ----------------- |
| 2016 | «Давай, танцуй!»        | Администратор АТБ |
| 2017 | «Школа»                 | Лола              |
| 2018 | «Школа. Недетские игры» | Лола              |
| 2021 | «Поцелуй на миллион»    | Блогерша Крис     |

### Съёмки в клипах
- Андрей Бойко — «Мир на двоих» (2018)[16]
- Тимур Сорокин — «Рваные форсы» (2021)[17]
- Егор Крид — «Ты не смогла простить» (2021)[17]